# الکساندراو، جیمینا ترازین
الکساندراو، جیمینا ترازین (به لاتین: Aleksandrowo, Gmina Troszyn) یک منطقهٔ مسکونی در لهستان است که در Gmina Troszyn واقع شده‌است.